# Stelling van Thue-Siegel-Roth
In de getaltheorie, een deelgebied van de wiskunde, is de stelling van Thue-Siegel-Roth, ook simpelweg bekend als de stelling van Roth, een fundamenteel resultaat in diofantische benadering van algebraïsche getallen.
De stelling is van een kwalitatief type en beweert dat een gegeven algebraïsch getal {\displaystyle \alpha } niet te veel 'zeer goede' rationaal getal benaderingen kan hebben. Gedurende een halve eeuw werd de betekenis van zeer goed steeds verder verfijnd door een aantal wiskundigen, te beginnen met Joseph Liouville in 1844 en vervolgens voortgezet door Axel Thue in 1909, Carl Ludwig Siegel in 1921, Freeman Dyson in 1947 en Klaus Roth in 1955. De stelling beweert dat elk irrationaal algebraïsch getal α een benaderingsexponent heeft, die gelijk is aan 2, dat wil zeggen dat voor een gegeven {\displaystyle \varepsilon >0}, de ongelijkheid
{\displaystyle \left|\alpha -{\frac {p}{q}}\right|<{\frac {1}{q^{2+\varepsilon }}}}
slechts een eindig aantal oplossingen in de gehele getallen {\displaystyle p} en {\displaystyle q} heeft, zoals werd vermoed door Siegel.